# 東昌路

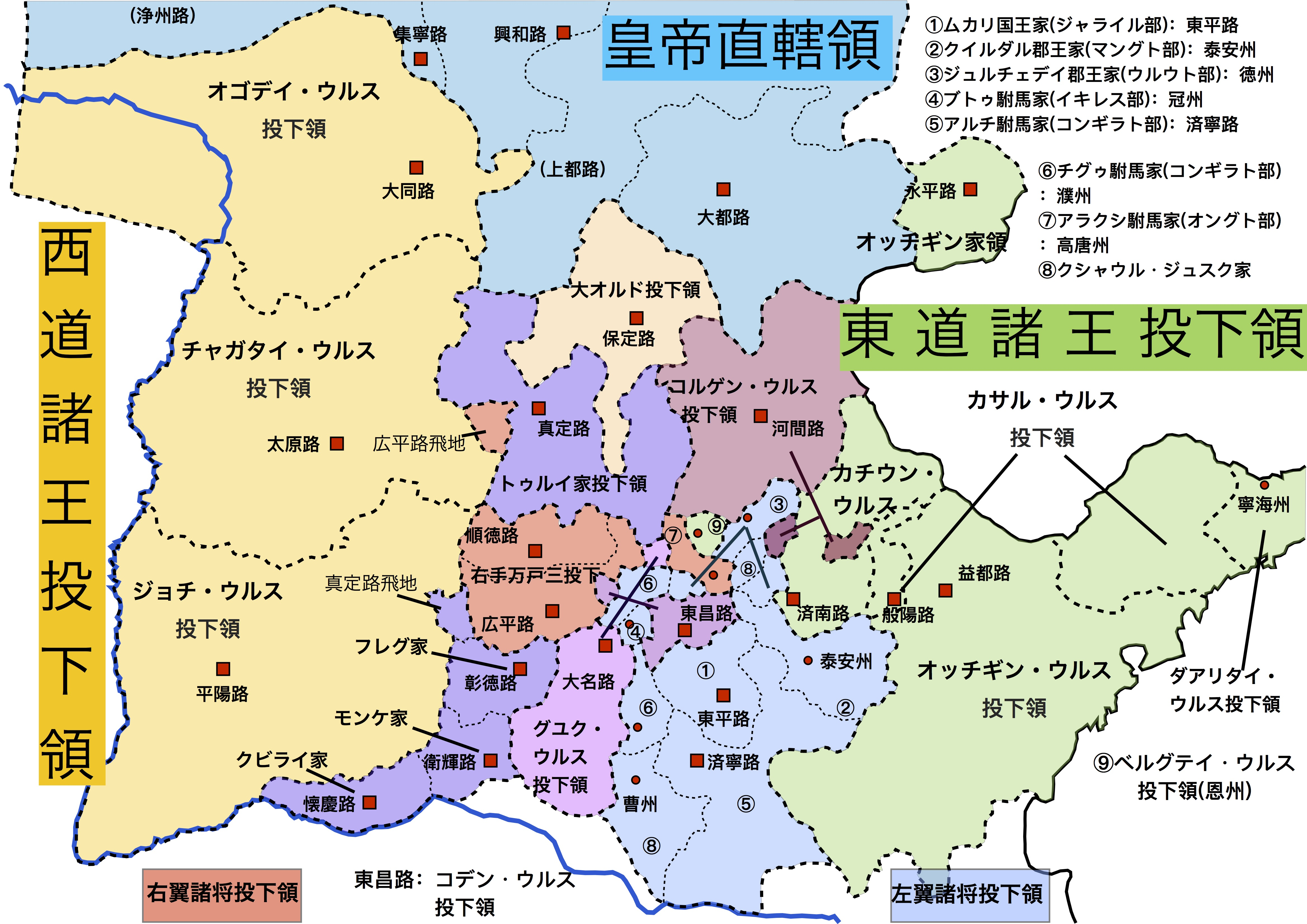
モンゴル時代の華北投下領。東昌路はほぼ中央に位置する。

東昌路（とうしょうろ）は、中国にかつて存在した路。モンゴル帝国および大元ウルスの時代に現在の山東省聊城市一帯に設置された。
旧名を博州路と言い、第2代皇帝オゴデイの次男のコデンを始祖とするコデン・ウルスの投下領であった。

## 歴史
唐代の博州を前身とする。元初には東平路に属していたが、1267年（至元4年）に博州路として分割され、1276年（至元13年）に「東昌路」と改められた。
1236年、オゴデイは華北の諸路を諸王・勲臣に分配した（丙申年分撥）が、この時東昌（当時は東平の一部であった）はオゴデイの次男のコデンの投下領とされた。コデンはオゴデイ即位後にトルイ・ウルスから4千の遊牧民を譲られる形で新たにウルスを形成しており、他の投下領と同様にモンゴル高原本土の遊牧民数の約10倍に当たる人口（47,741）を有する東昌路を与えられた。

## 管轄県
東昌路には録事司、6県が設置されていた。

### 6県
- 聊城県
- 堂邑県
- 莘県
- 博平県
- 茌平県
- 丘県

なお、丘県のみは他の州を挟んだ飛び地となっているが、このような飛び地が存在するのはコデン家の投下領を前提として、後からそれを追認する形で行政区画が定められたためである。